# 玉西三角线
玉西三角線（：／ Okseo Samgak seon */?）是位于韩国忠清南道保宁市的一条已废弃的铁路，线路自玉马站起始，至玉西站终止。本路线已于1992年停止使用。

## 历史
- 1983年12月10日：线路开通。
- 1992年5月2日：线路废止。